# In Through the Out Door
是英国摇滚乐队齐柏林飞艇的第八张录音室专辑，发行于1979年8月。它是乐队最后一张完全由新歌组成的专辑，最后一张登顶美国公告牌二百强专辑榜的录音室专辑，也是鼓手约翰·博纳姆去世前发行的最后一张专辑。尽管该专辑受到了差评，它在英美两国的榜单表现非常出色，也取得了商业成功。